# Tunable Diode Laser Absorption Spectroscopy
Tunable Diode Laser Absorption Spectroscopy (TDLAS, englisch, zu deutsch etwa „Absorptionsspektroskopie mittels durchstimmbarer Laserdioden“) ist ein Verfahren, mit dem aus einer gemessenen Absorption die Konzentration oder Dichte des zu untersuchenden Gases bzw. Gasbestandteils (beispielsweise Methan oder Wasserdampf) bestimmt wird. Als Quelle der Strahlung dient dabei eine Laserdiode, weshalb die TDLAS zu den Verfahren der Laserspektroskopie gezählt wird.
Die Absorption erfolgt dabei in Linien, die durch Übergänge zwischen verschiedenen Energiezuständen eines Atoms oder Moleküls hervorgerufen werden. Liegt die eingesetzte Wellenlänge der Laserstrahlung im optischen Bereich, so sind dies in der Regel Übergänge zwischen verschiedenen elektronischen Energiezuständen. Wird mit Infrarotstrahlung gearbeitet, so tritt die Absorption gewöhnlich zwischen verschiedenen Vibration-Rotations-Zuständen eines Moleküls auf.
Die Strahlung wird bei der TDLAS mit durchstimmbaren Laserdioden erzeugt, deren Emissionsfrequenz durch Variation des Stromes durch die Laserdiode bzw. durch deren Temperatur variiert werden kann.
Neben der Bestimmung einer Dichte aus der gemessenen Absorption einer Linie können aus dem Profil der Linie Rückschlüsse auf den Druck und die Temperatur des Gases gezogen werden.
Die TDLAS findet heutzutage Anwendung in der Untersuchung von Teilchendichten in Plasmen, in der Umwelttechnik (Bestimmung von Schadstoffkonzentrationen) und bei der Bestimmung der Zusammensetzung der Erdatmosphäre.